# Melanie Leupolz
Melanie Leupolz (Wangen im Allgäu, 14 de abril de 1994) é uma futebolista profissional alemã que atua como meia.

## Carreira
Melanie Leupolz fez parte do elenco da Seleção Alemã de Futebol Feminino, nas Olimpíadas de 2016.